# Targeting
Targeting  är  inom marknadsföring att bestämma vilken eller vilka målgrupper företaget ska rikta sig mot med sin marknadsföring efter att utvärderat de olika marknadssegmenten utifrån olika parametrar. I arbetet med att utvärdera och välja ut ett eller flera segment siktar företagen mot att hitta det eller de segmenten som förväntas vara mest lönsamt för företaget.

## Utvärdering och val av marknadssegment
Syftet med att utvärdera marknadssegmenten är att företaget ska kunna välja ut den eller de mest lämpade segmenten för företagets mål och resurser.
Vid utvärderingen av de olika segmenten bör företaget i huvudsak se över tre faktorer; segmentens storlek och tillväxt, segmentens strukturella attraktionskraft samt företagets mål och resurser. Detta görs för att säkra att företaget väljer det segment som antas vara mest lönsamt. Segmentens storlek och tillväxt är viktigt att se över för att hitta segment som matchar företagets kapacitet. Ett litet företag kan till exempel sakna de resurser som krävs för att kunna tjäna ett större segment på bästa sätt. För det lilla företaget kan alltså smalare och till synes mindre attraktiva segment vara mer lönsamma dels på grund av att de håller en mer passande storleksskala men också för att de ofta är mindre konkurrensutsatta. Vid utvärdering av segmentens attraktionskraft tar företaget hänsyn till om det inom segmentet i fråga redan finns hög konkurrens och hur enkelt det är för nya konkurrenter att ta sig in på marknaden. En annan sak som analyseras kring segmentets attraktionskraft är om kunderna inom segmentet förväntas ha stor möjlighet till att förhandla mellan olika konkurrenter och på så sätt pressa ner priserna. Om så är fallet är detta något som gör segmentet i fråga mindre attraktivt. På samma sätt påverkar det segmentets attraktion om leverantörerna har stor makt och kan förändra priser, kvalité och kvantitet på sina marknadserbjudanden. När ett företag har hittat ett segment som är attraktivt ur dess synvinkel sett till storlek, tillväxt och strukturell attraktion bör de också se över sina egna tillgångar och möjligheter. Ett attraktivt segment kan snabbt vara förlorat om företaget inte har de resurser och erbjudanden som krävs för att tillfredsställa kunderna eller om segmentet i fråga inte är passande sett till företagets långsiktiga mål. Av denna orsak bör företag endast rikta sig mot segment där de tror att de kan leverera ett högre kundvärde än sina konkurrenter.
Företagets process att välja ut vilket eller vilka segment de vill tjäna innefattar också utvärderingar om vilken typ av marknadsföring de ska ägna sig åt. På en skala där odifferentierad marknadsföring finns på ena sidan och mikromarknadsföring på andra, återfinns olika marknadsföringsstrategier som på olika sätt riktar sig till olika stora delar av marknaden.

### Odifferentierad marknadsföring
Odifferentierad marknadsföring, som även benämns massmarknadsföring, innebär att ett företag riktar likartade produkter och en likartad marknadsföring till hela marknaden. Företag ignorerar små skillnader mellan de olika segmenten genom övertygelsen att produkten attraherar alla segment. Massmarknadsföring innebär oftast lägre kostnader, som genererar lägre priser för konsumenter och högre marginaler för företag. Den odifferentierade marknadsföringen når ut till flest antal kunder genom en bred kommunikation och spridning.
Det finns många marknadsförare som påvisar starka tvivel mot den odifferentierade marknadsföringsstrategin. De menar att det finns svårigheter i att utveckla produkter som tillfredsställer alla konsumenter. Massmarknadsföring har generellt sett svårt att konkurrera med den mer riktade marknadsföringen.

### Differentierad marknadsföring
Vid användandet av differentierad marknadsföring vill företag rikta olika produkter till olika segment. När kundgrupper har skilda behov eller önskemål, kan företag identifiera flera olika segment. Företag kan i de flesta fall förbättra design, pris och leverans av produkter eller tjänster samt finjustera och anpassa marknadsföringsprogrammet efter konkurrenternas marknadsföring.
Genom att erbjuda produkter och marknadsföring som passar de olika segmenten så förväntar sig företagen en större försäljning samt en starkare position på marknaden. Att fokusera på ett antal segment och skaffa sig en stark position genererar ofta i ett bättre resultat än om företagen har ambitionen att nå ut till alla segment via den odifferentierade marknadsföringen. Det finns såklart inte bara fördelar med den differentierade marknadsföringen, den största nackdelen är kostnaderna. Att ta fram och skräddarsy olika produkter som ska passa olika segment ger i de flesta fall högre kostnader för ett företag än att ta fram en produkt till alla segment. Företagen måste ställa de ökade intäkterna mot de ökade kostnaderna för att besluta om den differentierade marknadsstrategin.

### Nischmarknadsföring
Vid tillämpning av nischmarknadsföring skall företaget ta stora marknadsandelar inom ett stort eller ett flertal mindre segment. Syftet med strategin är att få en större och mer precis förståelse kring segmentets behov vilket leder till en starkare marknadsposition. Detta gör i sin tur att företaget får en stark marknadsnärvaro till kunden. Företaget utnyttjar den kunskap de besitter för att styra marknadsföringen till den kundgrupp som genererar bäst resultat.
Medan segment som är stora genererar stora aktörer med hög konkurrens kan mindre bolag istället rikta sig mot en mindre grupp inom ett segment, en nisch, för att lättare etablera sig på marknaden. En attraktiv nisch för företag innebär att företag känner sin marknad och möter kundernas behov bättre än sina konkurrenter. Trots att nischade segment är lönsamma utgör de en mindre del av företagens vinster och att uppnå en tillväxt är osannolikt. Nackdelen med den nischade marknadsföringen är att om en större aktör går in i samma segment så kommer ett mindre bolag aldrig överleva. Det samma gäller om segmentet slutar generera lönsamhet.

### Mikromarknadsföring
Mikromarknadsföring innefattar två stycken marknadsföringsstrategier, individuell marknadsföring samt lokal marknadsföring. Den individuella marknadsföringen är den mest djupgående mikromarknadsföringen och kallas även för “one-to-one-marketing”. Vid individuell marknadsföring anpassas marknadsföringen direkt till den enskilde kunden och varje erbjudande är speciellt framtaget för varje individ. Internet har möjliggjort den individuella marknadsföringen på ett helt annat plan och används för att hitta information och recensioner kring produkter. I detta fall vill ofta kunder själva ta första steget kring köpen. Lokal marknadsföring innebär att företagen anpassar och skräddarsyr sina produkter och erbjudanden efter de lokala konsumenternas behov. Lokala konsumentgrupper kan t.ex. vara städer, stadsdelar och till och med enskilda butiker. En nackdel med lokal marknadsföring är att det kan ha en negativ påverkan på företagets image när erbjudanden blir anpassat efter det specifika området.